# Puente de Dyrøy
Dyrøy Bridge (en noruego: Dyrøybrua) es un puente en ménsula que cruza el estrecho Dyrøysundet conectando el continente con la isla de Dyrøya en Troms, Noruega. Fue abierto el 29 de agosto de 1994. Reemplazó a una ruta de ferry que hacía el mismo trayecto.